# JJ2
JJ2 is een mannelijke Europese bruine beer die in 2004 in Trentino, Italië geboren is en die over de Alpen naar het Oostenrijkse Vorarlberg getrokken is.
Zijn moeder heet Jurka en komt uit Slovenië. Zij is uitgezet in Trentino. Zijn broer JJ1 in de media ook wel Bruno genoemd, heeft in 2006 kort door Duitsland gezworven en daar enige schade aangericht. Er is hierdoor toestemming gegeven om hem af te schieten. Na enige tijd op het grensgebied van Duitsland en Oostenrijk te hebben gezworven, is hij op 26 juni 2006 in Duitsland gedood.
JJ2 is de eerste beer in dit gedeelte van Oostenrijk sinds 1870. De beer is daar beschermd door de wet. In 2005 was deze beer ook al in Tirol en in Zwitserland gesignaleerd. Beren kunnen rustig 30 km per dag lopen. JJ2 heeft flinke omzwervingen gemaakt in het grensgebied van Italië, Zwitserland en Oostenrijk. De beer heeft in Montafon minimaal tweemaal een schaap gedood. Dat is bijzonder omdat beren normaal gesproken niet dicht in de buurt van menselijke nederzettingen komen. Kennelijk is hij niet zo schuw. Dit is gevaarlijk voor mensen en daarom ook voor JJ2. Normaal gesproken laten beren mensen met rust, maar als ze zich bedreigd voelen kunnen ze zeer gevaarlijk zijn. Om die reden wil het WWF de beer met een zender uitrusten, zodat men weet waar JJ2 is en wanneer hij in de buurt van mensen is.

## Jurka
Jurka heeft in de winter van 2005/2006 weer drie jongen gekregen, onder wie JJ4. Op 24 augustus heeft zij een zender met gps om gekregen zodat ze nu goed te volgen is.

## JJ4
JJ4, een vrouwtjesbeer die in de buurt van Trentino leeft, kwam enkele malen in het nieuws door vermeende aanvallen op mensen. In april 2023 zou zij de 26-jarige hardloper Andrea Papi gedood hebben, wat het eerste slachtoffer van het herintroductieprogramma zou zijn. Wegens deze verdenking werd ze in de nacht van 17 op 18 april in de val gelokt. De provinciegouverneur gelastte dat zij zou worden gedood, maar dierenactivisten verkregen bij de rechter uitstel van executie. Volgens een door hen ingehuurde deskundige is Papi niet gedood door JJ4 maar door een mannetjesbeer.

## Verdwenen
JJ2 is sinds september 2005 niet meer gezien. Gevreesd wordt dat hij is afgeschoten of ergens in een ravijn is gestort.